# Шёненбух (Базель-Ланд)
Шёненбух (нем. Schönenbuch BL) — коммуна в Швейцарии, в кантоне Базель-Ланд.
Входит в состав округа Арлесхайм. Население составляет 1421 человек (на 31 марта 2008 года). Официальный код — 2774.